# SPARK (foguete)

O foguete SPARK

SPARK, ou Spaceborne Payload Assist Rocket - Kauai, também conhecido como Super Strypi, é um sistema de lançamento descartável que está sendo desenvolvido pela Universidade do Havaí, Sandia e Aerojet Rocketdyne. Projetado para colocar satélites miniaturizados em órbita terrestre baixa e sincronizada com o Sol, é um derivado do foguete de sondagem Strypi que foi desenvolvido na década de 1960 em apoio a testes de armas nucleares. O veículo será lançado a partir da Base da Força Aérea de Vandenberg, o lançamento inaugural do mesmo está previsto para prevista para 2014.